# Метатеория
Метатеория — теория, анализирующая методы и свойства другой теории, так называемой предметной или объектной теории.
Термин «метатеория» имеет смысл и употребляется только применительно к данной, конкретной теории: логика — металогика; математики — метаматематика, теория математических доказательств; разделов физики; метахимия; метабиология и т. д.
Задача метатеории — установить границы области применения исследуемой в ней теории, ответить (если это возможно на данном этапе развития науки) на вопрос о ее непротиворечивости и полноте, изучить (или установить) способы введения ее новых понятий и доказательства ее утверждений. Понятие предметной теории становится, таким образом, экспликатом понятия научной теории.
Необходимость создания метатеории возникла прежде всего в применении к математике. Она была обусловлена потребностью выяснения смысла понятий доказательство, аксиома, теорема, исследования структуры математических теорий (синтаксис) и вопрос об их истинности в категорийно-логических интерпретациях (семантика) и, наконец, проблемой установления непротиворечивости математики.
Давид Гильберт назвал такую метатеорию метаматематика. Программа Гильберта допускала лишь так называемые финитные методы, то есть методы, в которых используются лишь конечные конструкции и выводы: наглядно представленные предметы и эффективно осуществляемые процессы (отсюда термин «финитизм», которым характеризуют концепцию Гильберта). Не допускается абстракция актуальной бесконечности, и нужно, чтобы доказательства существования любых объектов носили конструктивный характер, то есть должен быть указан, хотя бы неявно, метод построения рассматриваемого объекта. Финитизм требует, чтобы математические предметы были указаны в явной форме (или же должен быть данный способ их конструирования). Эти предметы должны быть налицо, то есть состоять из экспонированных элементов, которые можно различить и отождествить. Строя свою теорию доказательств, Гильберт исходил из того, что ее правила должны выражать «технику нашего мышления». «Основная идея моей теории доказательств сводится к описанию деятельности нашего ума, иначе говоря, это протокол о правилах, согласно которым фактически действует наше мышление».

## Науковедческие дисциплины
- Метафизика — раздел философии, занимающийся исследованиями первоначальной природы реальности, мира и бытия как такового.
- Метапсихология — учение о принципах, на которых строится данное психологическое знание, и на этой основе должны решаться частные психологические проблемы. Метапсихология связана с философской онтологией человека.
- Метахимия — устаревшее учение о сверхчувствительных, недоступных опыту принципах и началах.
- Метаматематика
- Наукометрия
- Киберметрия
- Вебометрика
- История науки
- Философия науки
- Методология науки
- Социология науки
- Психология науки
- Экономика науки